# Cerro El Duende
El Pico El Duende (8°50′26″N 70°52′53″O / 8.84061, -70.88133) es un prominente pico de montaña ubicado en el páramo Campanario de la Sierra La Culata, a poca distancia de la ciudad de Apartaderos en el Estado Mérida. A una altitud de 4.239 m s. n. m. el Duende es una de las montaña más alta en Venezuela.